# Wittenförden
Wittenförden es un municipio situado en el distrito de Ludwigslust-Parchim, en el estado federado de Mecklemburgo-Pomerania Occidental (Alemania), a una altura de 62 metros. Su población a finales de 2016 era de 2544 habs. y su densidad poblacional, 42 hab/km².
Se encuentra ubicado junto al extremo oeste de la ciudad de Schwerin, la capital del estado.